# 福正院
福正院（ふくしょういん、文禄3年10月9日（1594年11月20日） - 寛文12年10月26日（1672年12月15日））は、姫路藩主池田利隆の正室。榊原康政の次女。名は鶴姫（つるひめ）。

## 生涯
- 慶長10年（1605年）9月、徳川秀忠の養女となり、池田利隆に嫁いだ。
- 慶長14年（1609年）、長男光政を出産。このとき備中国内において1000石を賜った。
- 慶長16年（1611年）、次男恒元を出産。
- 元和2年（1616年）、夫が死去したため尼となり、福正院と号す。
- 寛文12年（1672年）、江戸で死去。享年79歳。霊巌寺に葬られた。のち、備前の和意谷池田家墓所に改葬されている。

## 一族
- 夫：池田利隆
- 子供
  - 池田光政（岡山藩初代藩主）
  - 池田恒元（山崎藩初代藩主）
- 兄弟姉妹
  - 大須賀忠政、榊原忠長、榊原康勝、酒井忠世正室